# Vijandige Broers

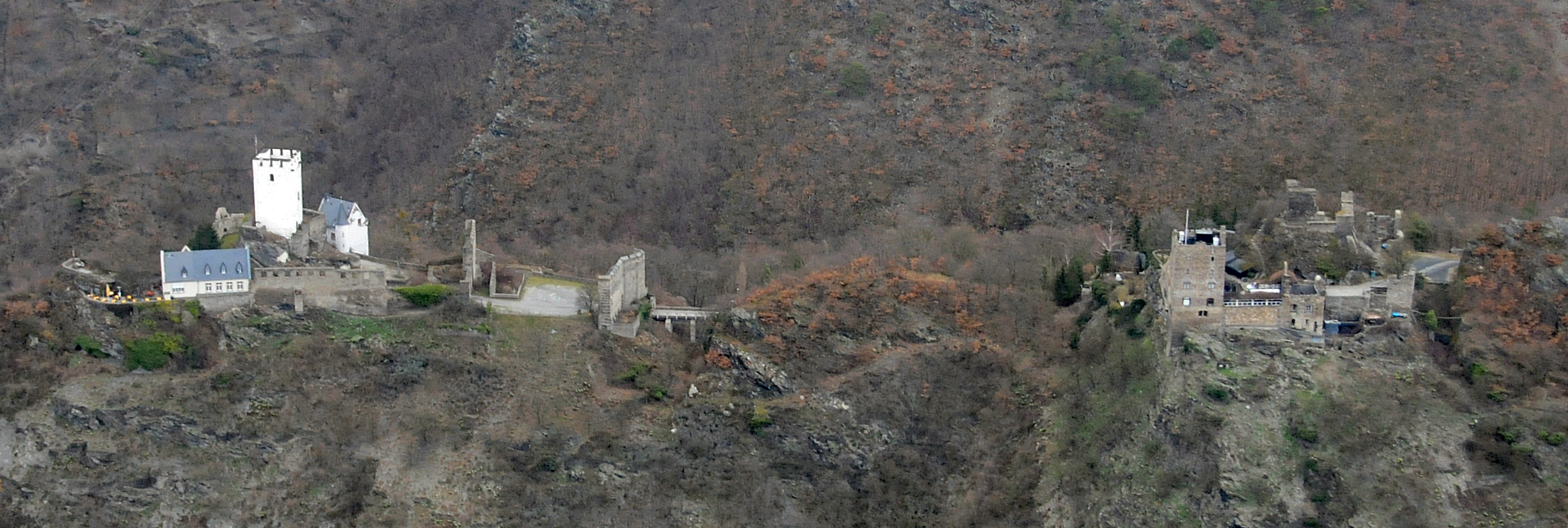
Luchtfoto van de Vijandige Broers

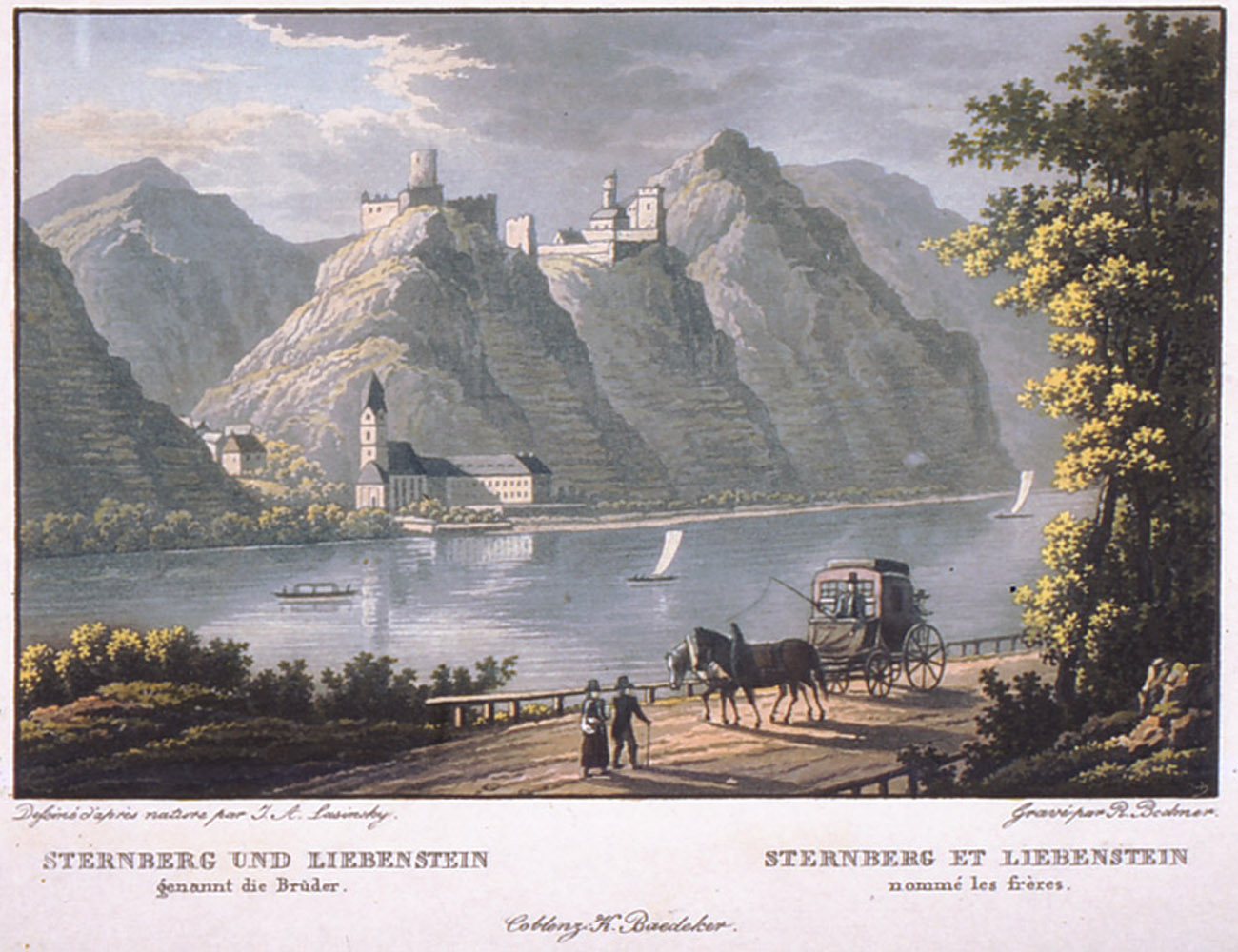
De beide burchten op een kleurgravure, begin 19e eeuw

De Vijandige Broers (Duits: Feindlichen Brüder) zijn de hoofdpersonen van een 16de-eeuwse Duitse sage met als decor de naast elkaar gelegen burchten Sterrenberg en Liebenstein bij Kamp-Bornhofen. Beide burchten zijn onderdeel van het UNESCO werelderfgoed Boven Midden-Rijndal. De bekendheid van de sage en de positie van de naast elkaar gelegen burchten, die door twee verdedigingsmuren van elkaar zijn gescheiden, droegen eraan bij dat de burchten vooral bekend werden onder de naam Vijandige Broers.

## Oorsprong en achtergrond
De sage werd ergens in het jaar 1587 voor het eerst rondverteld. Omdat Sterrenberg sinds 1320 tot de bezittingen van Keur-Trier behoorde, werd de burcht waarschijnlijk als versterking in de richting van Liebenstein voorzien van een tweede verdedigingsmuur. Deze muur leidde tot het ontstaan van de sage. Aangenomen wordt dat er tussen de beide burchten nooit vijandelijkheden hebben plaatsgevonden. 
De sage is het thema van het gedicht Zwei Brüder van Heinrich Heine in Buch der Lieder. Van de sage bestaan meerdere versies. 

## De sage
In de burcht van Boppard groeiden de broers Hendrik en Koenraad op als telgen van het Huis van Beyer. Hun vader had een weesmeisje van verre verwanten met de naam Hildegard in huis genomen en de drie kinderen konden goed met elkaar opschieten. Toen ze ouder werden raakten beide broers verliefd op Hildegard. Hildegard hield van beide broers, maar gaf haar hart aan Koenraad. De beide geliefden traden in het huwelijk en Hendrik accepteerde zijn verlies. 
De vader van de beide zonen liet voor zowel het echtpaar als Hendrik aan de andere oever van de Rijn op naast elkaar gelegen heuvels twee burchten bouwen, die tegenwoordig als Sterrenberg en Liebenstein bekendstaan. Hendrik leed echter zwaar onder het liefdesverdriet en besloot zich aan te sluiten bij een kruistocht om het Heilige Land van de ongelovigen te bevrijden. Na een tijdje kreeg het gelukkige paar thuis de berichten over de heldendaden van Hendrik en om zijn moed te bewijzen besloot ook Koenraad een bijdrage te leveren aan de bevrijding van het Heilige Land. Toen na een poos Hendrik terugkwam naar Bornhofen, vertelde hij dat zijn broer slechts kort in het Heilige land was geweest en daarna was afgereisd naar Athene. Om Hildegard niet alleen te laten trok Hendrik bij zijn schoonzuster in totdat Koenraad terugkeren zou; tijdens zijn verblijf op Liebenstein bleef Hendrik echter de heilige band van het huwelijk respecteren. Na een tijdje keerde ten slotte ook Koenraad terug, maar niet alleen want hij had een zeer bevallige Griekse vrouw meegenomen. Hildegard was zeer diep gekwetst en dat maakte haar tot een ernstig en triest persoon. 
Hendrik kon de ontrouw van zijn broer niet verdragen. Er werd een extra muur tussen de beide burchten gebouwd. Het door Hendrik uitgedaagde duel wist Hildegard te voorkomen. Ze nam in het klooster Marienberg te Boppard de sluier aan om zo niet langer tussen de beide broers te staan. Hendrik en Koenraad legden hun geschillen bij en Hendrik trok zich terug op de burcht Liebenstein. Op de burcht Sterrenberg werden wilde feesten gevierd, maar al snel begon Koenraad zijn broer te missen. Na een poosje kwam Koenraad bij Hendrik om te vertellen dat de mooie Griekse vrouw hem voor een andere ridder had verlaten. Hendrik maakte zijn broer geen verwijten meer en de beide broers sloten elkaar weer in de armen. 
Na een paar jaar stierf Koenraad, terwijl zijn broer Hendrik zich terugtrok in het klooster Bornhofen. Hendrik en Hildegard stierven op dezelfde dag.

## Afbeeldingen

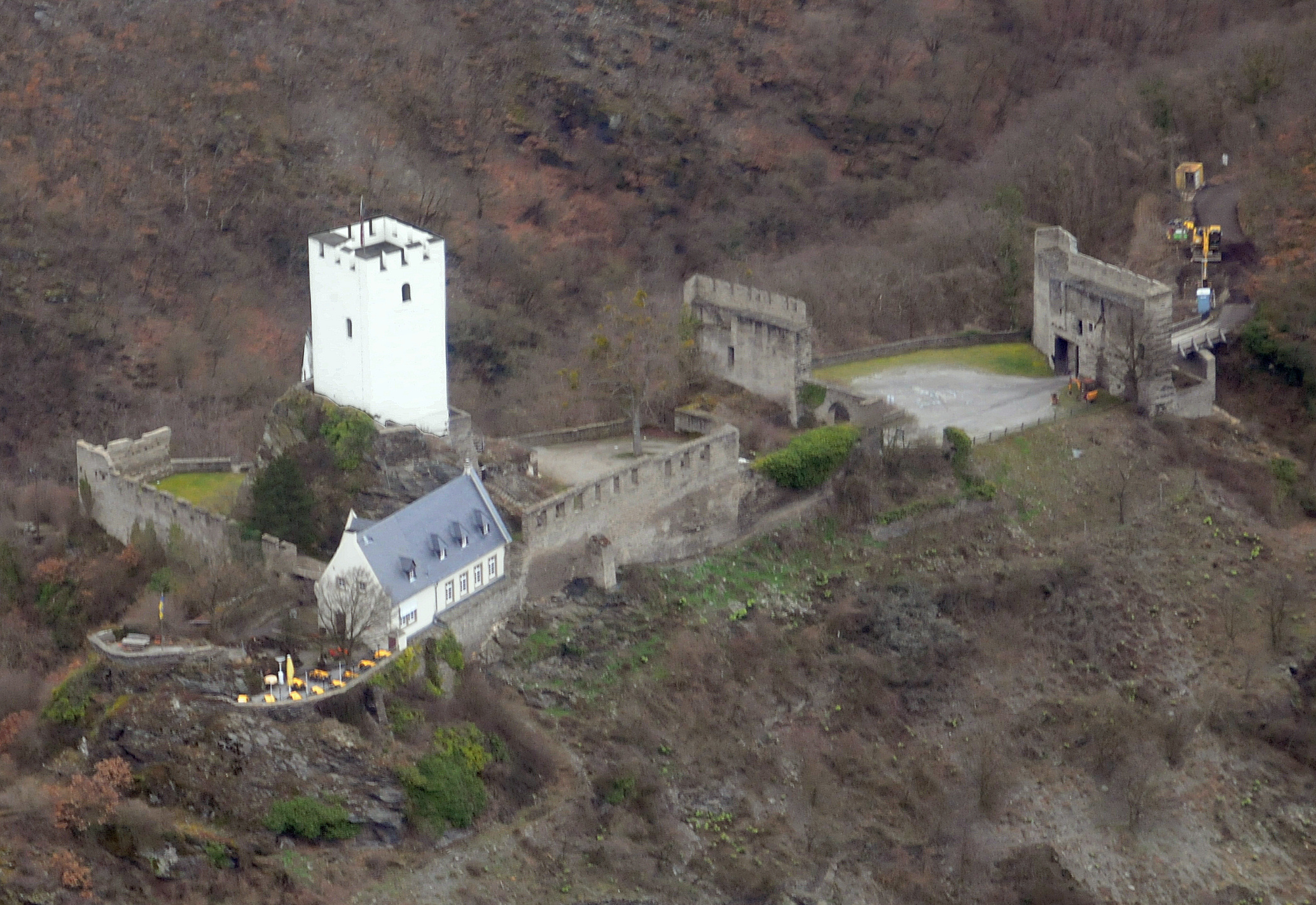
Burcht Sterrenberg
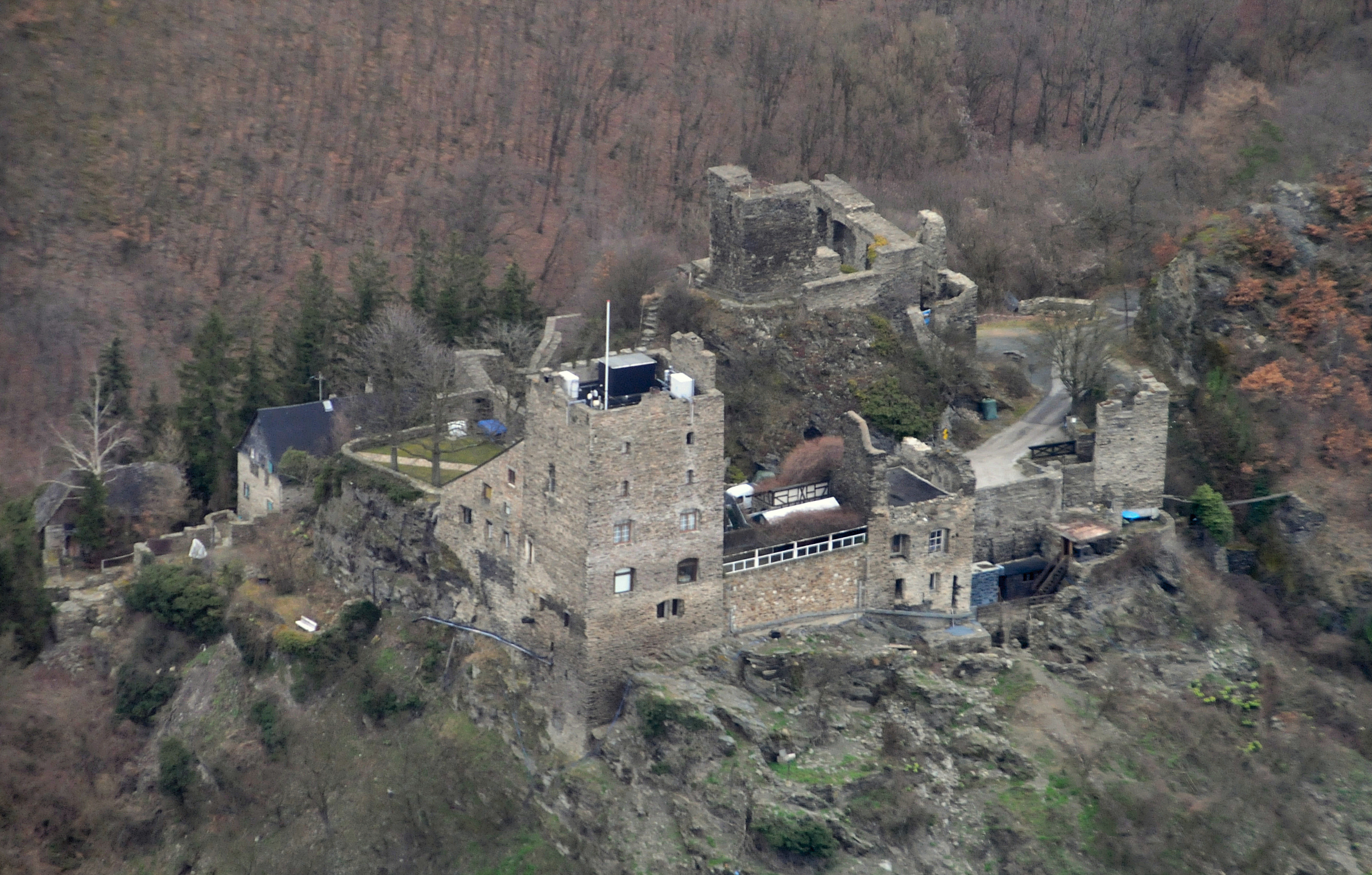
Burcht Liebenstein